# 戈培爾內閣
约瑟夫·戈培尔内阁由大德意志帝国元首阿道夫·希特勒在1945年4月30日的政治遗嘱中任命。 希特勒任命海军元帥卡尔·邓尼茨为帝国總統，并任命宣传部长约瑟夫·戈培尔为帝国总理。由于戈培尔于5月1日与家人一起自杀，這個內閣只持續了1天。他的政府之后是邓尼茨新任命的科洛希克内阁。 

## 內閣成員
| 职位                                            | 任职者                         | 任期                        | 政党                     |
| ----------------------------------------------- | ------------------------------ | --------------------------- | ------------------------ |
| 帝国總統                                        | 卡尔·邓尼茨                    | 1945年4月30日–1945年5月23日 |                          |
| 帝国总理                                        | 约瑟夫·戈培尔 †                | 1945年4月30日–1945年5月1日  | 國家社會主義德意志勞工黨 |
| 納粹黨黨魁                                      | 馬丁·鮑曼 †                    | 1945年4月30日–1945年5月2日  | 國家社會主義德意志勞工黨 |
| 外交部长                                        | 阿圖爾·賽斯-英夸特             | 1945年4月30日–1945年5月2日  | 國家社會主義德意志勞工黨 |
| 内政部长                                        | 保罗·吉斯勒                    | 1945年4月30日–1945年5月2日  | 國家社會主義德意志勞工黨 |
| 财政部长                                        | 魯茨·格拉夫·什未林·馮·科洛希克 | 1932年6月1日–1945年5月23日  | 國家社會主義德意志勞工黨 |
| 國防軍陸軍總司令                                | 費迪南德·舍納爾（陸軍元帥）    | 1945年4月30日–1945年5月8日  | 國家社會主義德意志勞工黨 |
| 國防軍海軍總司令                                | 卡爾·鄧尼茨（海軍元帥）        | 1943年1月30日–1945年5月8日  | 國家社會主義德意志勞工黨 |
| 國防軍空军總司令                                | 羅伯特·馮·格萊姆（空軍元帥）   | 1945年4月26日–1945年5月8日  | 國家社會主義德意志勞工黨 |
| 親衛隊全國領袖和德国警察局长                    | 卡爾·漢克                      | 1945年4月30日–1945年5月8日  | 國家社會主義德意志勞工黨 |
| 司法部长                                        | 奥托·格奥尔格·蒂拉克           | 1942年8月24日–1945年5月2日  | 國家社會主義德意志勞工黨 |
| 战争部长                                        | 卡尔·邓尼茨                    | 1945年4月30日–1945年5月2日  | 國家社會主義德意志勞工黨 |
| 经济部长                                        | 瓦尔特·冯克                    | 1938年2月5日–1945年4月30日  | 國家社會主義德意志勞工黨 |
| 粮食及农业部长                                  | 赫伯特·巴克                    | 1942年5月23日–1945年5月23日 | 國家社會主義德意志勞工黨 |
| 劳工部长                                        | 特奥·胡普福尔                  | 1945年4月30日–1945年5月2日  | 國家社會主義德意志勞工黨 |
| 科学与教育部长                                  | 古斯塔夫·阿道夫·谢尔           | 1945年4月30日–1945年5月2日  | 國家社會主義德意志勞工黨 |
| 装备与军火部长 （1943年后为装备与战时生产部长） | 卡尔·绍尔                      | 1945年4月30日–1945年5月2日  | 國家社會主義德意志勞工黨 |
| 德意志勞工陣線領導人                            | 羅伯特·萊伊                    | 1933年5月10日–1945年5月2日  | 國家社會主義德意志勞工黨 |